# Cappella di San Bernardo (Sassello)
La Cappella di San Bernardo è un luogo di culto cattolico situato nella località di Cascinazza nel comune di Sassello, in provincia di Savona.

## Storia e descrizione
La cappella (detta anche cappella di Bagnà) è priva di campanile e sacrestia ed è lunga circa 8 m. Fu costruita da un certo signor Bagnara di Genova che aveva sposato una donna di Piampaludo e fu qui sepolto ove giace ancora oggi sotto una lapide del pavimento. Le tumulazioni in chiesa furono poi vietate dal 1835.
L'edificio è stato oggetto di restauri a partire dal 1998.